# 나이절 히친
나이절 제임스 히친(영어: Nigel James Hitchin, 1946–)은 영국의 수학자이다. 미분기하학과 대수기하학, 수리물리학에 공헌하였다.

## 생애
잉글랜드 더비셔주 더비 근처의 홀브룩(영어: Holbrook)에서 태어났다. 더비셔 주에 있는 명문 학교인 에클즈번 스쿨(영어: The Ecclesbourne School)을 졸업하였다. 1968년 옥스퍼드 대학교 지저스 칼리지(영어: Jesus College)에서 학사 학위(B.A.)를, 1972년 옥스퍼드 대학교 울프슨 칼리지(영어: Wolfson College)에서 박사 학위(D.Phil.)를 수여받았다.
1997년 마이클 아티야의 뒤를 이어 옥스퍼드 대학교 새빌 기하학 석좌 교수(영어: Savilian Professor of Geometry)가 되었다.